# Marcus Wright
Marcus Wright est un personnage fictif apparaissant dans le film Terminator Renaissance. Il est joué par Sam Worthington.

## Biographie fictive
Marcus Wright est né le 22 août 1976[réf. nécessaire]. Sa vie précédant les événements décrits dans Terminator Renaissance est inconnue, on sait juste qu'il a été condamné à mort, et qu'à cause de lui son frère et deux policiers sont morts. Il est exécuté par injection létale en 2003. Avant de mourir, il signe une décharge par laquelle il lègue son corps à la science afin d'obtenir ainsi une « seconde chance » en aidant une scientifique cancéreuse, le docteur Serena Kogan, à faire progresser ses recherches.
2018 : Après un raid mené par le commando de John Connor sur une installation de Skynet, découvrant ainsi les plans de construction du futur T-800, Marcus réapparaît. Il s'échappe des ruines du camp et s'empare des habits d'un soldat humain décédé. Wright n'a aucun souvenir, mis à part de son exécution. Ne sachant pas où aller, il erre et finit par arriver à Los Angeles où Kyle Reese, alors âgé de quinze ans, le sauve des balles d'un T-600. Marcus fait donc la connaissance de Kyle ainsi que de Star, une petite fille muette. Ils quittent la ville en voiture, échappent à un Aerostar (qui parvient cependant à identifier Kyle) et arrivent dans une station service 7-Eleven en ruine, où ils rencontrent d'autres résistants. Alors que le chef de ces résistants, une vieille femme, leur offre de la nourriture, le magasin est attaqué par un Terminator Harvester qui capture la vieille femme et deux autres humains présents avant de ravager l'endroit et de tuer les autres résistants. Marcus parvient à s'échapper en compagnie de Kyle et de Star, mais le Harvester envoie deux Mototerminators à leurs trousses. Le trio parvient à détruire les motos, mais Kyle et Star sont capturés par les robots tandis que Marcus, après avoir vainement tenté de les sauver, tombe dans un précipice. Lorsqu'il reprend connaissance, il fait la connaissance de Blair Williams (Moon Bloodgood), qui l'amène à la base de la Résistance. Mais Marcus, alors qu'il traverse le champ de mines magnétiques, provoque l'explosion d'une des bombes. Lorsqu'il reprend connaissance, il est sur une table d'opération. Un militaire lui assène un coup de crosse, le replongeant dans l'inconscience. À son réveil, Marcus est enchaîné et découvre, à sa grande surprise, qu'il est en réalité un cyborg : après son exécution, son cadavre a été récupéré pour en faire le prototype pour la fabrication du T-700, ancêtre du T-800. Williams, convaincue des bonnes intentions de Marcus, l'aide à s'évader. Pendant la course poursuite qui s'ensuit, l'humaine est blessée à la jambe et Wright échappe tant bien que mal aux rafales de mitrailleuse que John Connor lui tire dessus. Marcus, dont les parties robotiques sont maintenant visibles, parvient cependant à prouver à John Connor ses bonnes intentions en lui sauvant la vie lors du crash de l'hélicoptère, et ils font un marché : John épargne Marcus si ce dernier accepte de se faire passer pour un robot afin d'infiltrer la base de Skynet et libérer Kyle. Marcus accepte.
Wright réussit son infiltration : les robots le considèrent comme l'un des leurs. Arrivé au cœur du complexe, l'ordinateur le plonge dans le coma. Lorsque Marcus se réveille, sa peau a été entièrement restaurée. Skynet lui explique alors que, sans s'en rendre compte, il a rempli sa mission : retrouver Kyle Reese, l'intercepter et, indirectement... tuer John Connor, qui s'est lui aussi infiltré afin de sauver Reese, son futur père. Marcus refuse ce « marché » et il arrache la puce électronique implantée sur sa nuque qui avait permis à Skynet de le désactiver avant de le « réparer ». Il vole ensuite au secours de John et arrive à temps pour empêcher le premier T-800 (joué par Roland Kickinger avec le visage d'Arnold Schwarzenegger à la place du sien) de le tuer. Mais le robot connaît le point faible de Marcus : son cœur humain. Il le frappe violemment au thorax, entraînant un arrêt cardiaque. Pendant que Marcus s'effondre, le Terminator retourne s'occuper de John. Le résistant parvient cependant à immobiliser le robot en le gelant grâce à de l'azote alors que celui-ci était couvert de métal en fusion (c'est à ce moment-là que lui est infligée sa cicatrice au visage, visible dans un flash-back du deuxième opus). Il ramène ensuite Marcus à la vie en lui faisant un massage cardiaque, mais pendant ce temps le T-800 s'est libéré de sa coquille de glace et transperce John avec une barre métallique. Marcus, fou de rage, décapite l'androïde et aide ensuite John, Kyle et Star à s'enfuir. Mais les médecins de la Résistance sont formels : le cœur de John a été trop endommagé et il est condamné. Marcus se sacrifie en offrant son propre cœur pour qu'on le transplante à John Connor. 
Ce faisant, Marcus Wright meurt pour la seconde fois en ayant eu « une seconde chance » tant espérée. Toutefois, même si Marcus vivait grâce à son cœur, il ne faut pas oublier qu'il était devenu avant tout un Terminator, modèle T-H ou Hybrid. Certains fans de la saga émettent l'hypothèse que le fait de lui ôter son cœur ne va pas le tuer pour autant, et qu'il possède un autre moyen de fonctionner, comme les autres machines, malgré les incidents dans l'usine à la fin de Terminator Renaissance et le fait que John ait du redémarrer son cœur, dans le combat contre le T-800.

## Caractéristiques

### Physique
Marcus a à peu près la taille de John Connor. Ses cheveux sont foncés, ses yeux, bleus. Il porte durant la majeure partie du film un trench-coat orné du brassard de la Résistance et, lorsqu'il est blessé, on peut voir son endosquelette métallique.

### Personnalité
Marcus semble être, malgré ses crimes, un homme bon. Il regrette sincèrement les meurtres qu'il a commis, il sauvera la vie de Blair Williams et sacrifiera sa vie pour sauver John Connor.